# Common Language Runtime

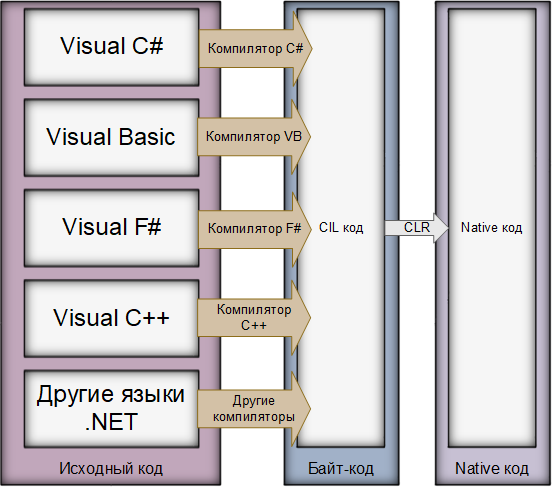
Схема виконання коду за допомогою CLR на мовах платформи .NET

Common Language Runtime, скорочено CLR — «загальномовне виконуюче середовище» — це компонент пакету Microsoft .NET Framework, віртуальна машина, на якій виконуються всі мови платформи .NET Framework.
CLR транслює початковий код в байт-код мовою IL, реалізація компіляції якого компанією Microsoft називається MSIL, а також надає MSIL-програмам (а отже, і програмам, написаним на мовах високого рівня, що підтримують .NET Framework) доступ до бібліотеки класів .NET Framework, або так званою .NET FCL (англ. Framework Class Library).
Середовище CLR є реалізацією специфікації CLI (англ. Common Language Infrastructure), специфікації загальномовної інфраструктури, компанією Microsoft.
Віртуальна машина CLR дозволяє програмістам забути про багато деталей конкретного процесора, на якому виконуватиметься програма. CLR також забезпечує такі важливі служби як:
- управління пам'яттю
- управління потоками
- обробка винятків
- збірка сміття
- безпека виконання